# Jazbec
Jázbec je kratkonogi vsejedec iz družine Mustelidae, ki vključuje tudi vidre, podlasice in rosomahe. Na svetu živi enajst vrst jazbecev, najbolj znan in razširjen je evrazijski jazbec.

## Zunanjost
Jazbec ima kratko, debelo telo, s kratkimi, a močnimi nogami, ki jih uporablja pri kopanju. Ima dolgo, rahlo ožjo glavo z majhnimi uhlji. Rep je kratek. Telo je sivo, glava pa je bela, z dvema črnima črtama, ki tečeta čez oči do uhljev, nato pa naprej, z rahlejšim odtenkom, tečeta vse do repa. Jazbec zraste do 90 cm in lahko tehta tudi do 18 kg.

## Značilnosti
Ima odličen voh in sluh, a slabo vidi. Je tudi odličen kopač in plavalec.

## Prehranjevanje
Prehranjuje se z raznim rastjem, črvi, žuželkami itd.

## Življenje
Dejaven je ponoči. Je gozdna žival, živi pod zemljo, kamor skoplje luknjo. Najdemo ga tudi med koreninami večjih dreves. Njegovo domovanje se imenuje jazbina. V njej preživi vso zimo. Živijo do 15 let, to starost ovirajo risi, medvedi, volkovi in človek.